# Alpha Blaster
Alpha Blaster is een computerspel dat werd ontwikkeld door LiveWire Software UK. Het spel werd in 1984 uitgebracht voor de MSX-computer. Het spel is van het type vertical shooter. De speler bestuurt een vliegtuig en moet bommen en kamikaze-aanvallen ontwijken en eigen raketten gebruiken om terug te vechten. De bedoeling van het spel is een zo hoog mogelijk score behalen.